# Episodi de I Soprano (terza stagione)
La terza stagione della serie televisiva I Soprano è andata in onda negli USA dal 4 marzo al 20 maggio 2001 sulla rete HBO.
In Italia è stata trasmessa su Canale 5 dal 29 agosto al 22 settembre 2002.
| nº | Titolo originale                     | Titolo italiano       | Prima TV USA   | Prima TV Italia   |
| -- | ------------------------------------ | --------------------- | -------------- | ----------------- |
| 1  | Mr. Ruggero Neighborhood             | Sotto controllo       | 4 marzo 2001   | 29 agosto 2002    |
| 2  | Proshai, Livushka                    | Addio Donna Livia     | 4 marzo 2001   | 29 agosto 2002    |
| 3  | Fortunate Son                        | Uomo d'onore          | 11 marzo 2001  | 1º settembre 2002 |
| 4  | Employee of the Month                | Stupro                | 18 marzo 2001  | 5 settembre 2002  |
| 5  | Another Toothpic                     | Terapia di coppia     | 25 marzo 2001  | 5 settembre 2002  |
| 6  | University                           | Il gladiatore         | 1º aprile 2001 | 8 settembre 2002  |
| 7  | Second Opinion                       | Problemi di famiglia  | 8 aprile 2001  | 8 settembre 2002  |
| 8  | He Is Risen                          | La promozione         | 15 aprile 2001 | 12 settembre 2002 |
| 9  | The Telltale Moozadell               | Piccoli boss crescono | 22 aprile 2001 | 12 settembre 2002 |
| 10 | ...To Save Us All from Satan's Power | Ombre dal passato     | 29 aprile 2001 | 15 settembre 2002 |
| 11 | Pine Barrens                         | Caccia al russo       | 6 maggio 2001  | 15 settembre 2002 |
| 12 | Amour Fou                            | Relazioni pericolose  | 13 maggio 2001 | 19 settembre 2002 |
| 13 | The Army of One                      | Regole militari       | 20 maggio 2001 | 22 settembre 2002 |

## Sotto controllo
- Titolo originale: Mr. Ruggero Neighborhood
- Diretto da: Allen Coulter
- Scritto da: David Chase

### Trama
L'FBI, dopo aver perso un informatore prezioso come Pussy, nel tentativo di incastrare Tony e la famiglia Soprano, sottopone la famiglia ad una strettissima sorveglianza, impiantando delle cimici nello scantinato della famiglia Soprano, quando la casa è vuota. L'operazione incontra numerose difficoltà, ma alla fine gli agenti riescono a sostituire una lampada dello scantinato con una uguale con all'interno la cimice. Intanto, Patsy Parisi, fratello di un criminale ucciso su ordine di Tony, si unisce al gruppo dei Soprano. Inizialmente vorrebbe vendicarsi di Tony, ma poi vi rinuncia e si limita a urinargli nella piscina.

## Addio Donna Livia
- Titolo originale: Proshai, Livushka
- Diretto da: Tim Van Patten
- Scritto da: David Chase

### Trama
Per la prima volta dopo parecchio tempo, Tony subisce un attacco di panico. I motivi sono vari: l'ostilità della madre Livia, i problemi interni alla famiglia e soprattutto la scoperta che sua figlia si è fidanzata con un ragazzo di colore, Noah, verso il quale nutre pregiudizi razziali. Pochi giorni dopo, viene a sapere che sua madre è morta. In un primo momento la notizia nemmeno lo scalfisce e prova quasi piacere in terapia, a colloquio con la dottoressa Melfi, che la donna che all'epoca aveva complottato con Junior per farlo uccidere, sia morta. Janice, all'inizio riluttante a rendere omaggio alla defunta madre, solo dopo che Tony minaccia di escluderla dalla suddivisione del patrimonio, torna da Seattle per il funerale e ha subito una disputa con la badante di Livia, Svetlana, per il possesso di alcuni dischi che la defunta aveva regalato a quest'ultima e che Janice pretenderebbe nella propria parte di eredità. Sempre Janice al funerale fa una pessima figura quando tenta di allestire un panegirico delle virtù di Livia, che tutti conoscevano invece come una donna autoritaria e restia a qualunque contatto umano, giudizi questi che vengono allora pesantemente esposti da Carmela durante il pranzo davanti a tutti gli ospiti, che, seppur in silenzio, si mostrano d'accordo con lei. Intanto, Tony deve badare al gruppo di Richie Aprile, rimasto senza una guida da dopo l'omicidio di quest'ultimo e dilaniato da lotte intestine per la direzione del traffico di stupefacenti: a complicare le cose è soprattutto l'ambizioso Ralph Cifaretto, nuovo compagno di Rosalie Aprile, vedova di Jackie, intenzionato a ritagliarsi una posizione privilegiata all'interno della famiglia. Alla fine della puntata, Tony, mentre guarda in TV il film "Nemico Pubblico", si abbandona al pianto per la perdita di sua madre.
- Guest star: Vincent Pastore

## Uomo d'onore
- Titolo originale: Fortunate Son
- Diretto da: Henry J. Bronchtein
- Scritto da: Todd A. Kessler

### Trama
Christopher Moltisanti viene finalmente ufficializzato come affiliato della Famiglia DiMeo, come membro della banda di Paulie Gualtieri; il caporegime gli affida il controllo di un giro di scommesse ma ben presto Christopher si rende conto che la vita di affiliato è molto più dura di quanto pensasse. Nel frattempo Tony affronta Jackie Aprile Jr - ostile nei suoi confronti perché lo ritiene responsabile della scomparsa dello zio - e gli dice che in realtà Richie Aprile è un traditore sotto tutela del programma testimoni dell'FBI. Tony, inoltre, scoraggia Jackie ad intraprendere la via del crimine, ma il ragazzo lo ignora e aiuta Christopher a mettere a segno una rapina all'università. Il boss intanto, con l'aiuto della Dr. Melfi, riesce a trovare un collegamento tra i suoi attacchi d'ansia e la carne, scovando nel suo passato un ricordo traumatico. Si scopre infine che anche AJ, il figlio di Tony, soffre a sua volta di attacchi d'ansia.
- Guest star: Tony Lip
- Altri interpreti: Lou Bonacki

## Stupro
- Titolo originale: Employee of the Month
- Diretto da: John Patterson
- Scritto da: Robin Green e Mitchell Burgess

### Trama
La dottoressa Melfi decide che Tony, poiché ha avuto una svolta nella sua ultima sessione di terapia, è pronto per essere seguito da un terapista comportamentale; Tony non è molto convinto e pensa piuttosto che la donna si voglia sbarazzare di lui. Nel frattempo, John "Johnny Sack" Sacramoni, il nº2 della famiglia criminale dei Lupertazzi, si trasferisce nel New Jersey con la moglie: l'uomo ribadisce a Tony che la sua è solo una questione residenziale, ma il boss sospetta invece che i Lupertazzi vogliano espandere i loro affari al di là di New York. Janice Soprano viene picchiata da due mafiosi russi per costringerla a restituire la protesi a Svetlana Kirilenko; l'aggressione porta al risultato sperato, ma al tempo stesso costringe Tony a pianificare una ritorsione per lavare l'offesa subita dalla sorella. Ralph Cifaretto non ottiene il posto di caporegime della Banda Aprile (che finisce invece a Gigi Cestone) ma in compenso riesce ad avvicinarsi a Jackie Jr facendolo partecipare a un pestaggio. Più tardi, la Melfi lascia il suo ufficio in tarda serata e, nel parcheggio, viene violentata brutalmente da un uomo. La donna confida nella giustizia e neanche la notizia del rilascio del suo aggressore, per un errore burocratico, la convince a usare il potere di Tony Soprano per consumare una vendetta.
- Guest star: Peter Bogdanovich

## Terapia di coppia
- Titolo originale: Another Toothpic
- Diretto da: Jack Bender
- Scritto da: Terence Winter

### Trama
Tony e la moglie Carmela si ritrovano davanti alla dottoressa Melfi per una sessione di terapia di coppia: la psicoterapeuta spera così di capire meglio la natura degli attacchi d'ansia di Tony. La sessione non va molto bene e sulla via del ritorno, Tony viene anche multato per eccesso di velocità. Nel frattempo, il fratello di Vito Spatafore, Bryan Spatafore, viene mandato all'ospedale da un geloso Mustang Sally; Tony vuole vendetta: il nuovo capomandamento Gigi Cestone vede nell'anziano e malato Bobby Baccalieri Sr colui che può eliminare lo spericolato Sally, nonché suo figlioccio, sfruttando il fatto che il giovane folle si lascerà avvicinare da lui. Saputa la notizia, Bobby jr supplica Corrado di convincere Tony a scegliere un altro sicario, ma nonostante l'intercessione dell'uomo, il boss rimane irremovibile.
Bobby Sr riesce nella missione, con non poche difficoltà, in un delirio sanguinario, ma sulla via del ritorno, in un forte accesso di tosse durante la guida, armeggia per troppo tempo con il suo inalatore, perde il controllo della vettura, e si schianta contro un palo, morendo sul colpo. Corrado Junior rimane turbato da questo avvenimento e decide di rivelare al nipote che anch'egli è malato di cancro.
Infine, le indagini dell'FBI subiscono una battuta d'arresto in quanto Meadow Soprano porta all'università la lampada dove era stata nascosta la cimice, mandando all'aria l'intera operazione d'intercettazione.
- Guest star: Burt Young, Peter Riegert, Charles S. Dutton e Vanessa Ferlito

## Il gladiatore
- Titolo originale: University
- Diretto da: Allen Coulter
- Scritto da: Terence Winter e Salvatore J. Stabile

### Trama
Un pomeriggio al Bada Bing, Tony riceve un regalo da una delle spogliarelliste, Tracee; la ragazza vuole così ringraziare Tony per averle consigliato di portare suo figlio dal medico. Il boss minimizza la cosa e le spiega che non può accettare doni da parte dei dipendenti, soprattutto se intrattengono una relazione con Ralph Cifaretto.
Intanto il rapporto tra Meadow e Noah sembra andare a gonfie vele, almeno finché quest'ultimo non presenta la sua fidanzata al padre: il giorno dopo il ragazzo tronca il rapporto, dicendole che è troppo cinica e negativa.
Tracee continua a tentare di avvicinarsi a Tony, ma senza molto successo. Tuttavia un giorno riesce a parlare con lui e a rivelargli che aspetta un bambino da Ralph: il boss le consiglia, per il suo bene, di abortire. Questa volta però Tracee decide di non accettare i consigli dell'uomo e riferisce tutto allo stesso Ralph, illudendosi che egli l'ami; per tre giorni la ragazza rimane a casa del gangster finché un furioso Silvio Dante non viene a prelevarla con violenza per trascinarla al lavoro: Ralph non muove un dito per proteggerla e ride di gusto davanti alle angherie che Tracee subisce.
Il giorno dopo, al Bada Bing, Tracee insulta Ralph davanti agli altri affiliati e caporegime e immediatamente l'uomo la porta nel parcheggio per discutere con lei. Il dialogo degenera rapidamente e Ralph in un raptus di follia picchia selvaggiamente la ragazza fino ad ucciderla. Quando Tony vede il cadavere di Tracee, perde la sua lucidità e picchia Ralph, infrangendo il codice d'onore della mafia.
Alla sessione di psicoterapia con la Dr. Melfi, Tony si commuove per la triste sorte della giovane e non si dà pace per la sua morte.
- Guest star: Ariel Kiley
- Nota. È unanimemente riconosciuto come l'episodio più violento e crudo (per linguaggio e scene di nudo e sesso) dell'intera serie: per questo motivo, dopo la messa in onda, molti telespettatori hanno rescisso il loro abbonamento alla TV via cavo HBO, emittente della serie[1].

## Problemi di famiglia
- Titolo originale: Second Opinion
- Diretto da: Tim Van Patten
- Scritto da: Lawrence Konner

### Trama
Zio Junior viene operato dal dottor Kennedy per rimuovere il suo tumore allo stomaco. L'intervento va bene ma il medico informa Corrado che i nuovi esami hanno rivelato la presenza di altre cellule maligne: occorre dunque una nuova operazione chirurgica per eliminarle. Junior è d'accordo, si fida del dottor Kennedy, ma Tony è preoccupato e vuole un secondo parere. Il nuovo dottore consiglia una chemioterapia e Kennedy si vede costretto a concordare per evitare di avere noiosi e spiacevoli problemi. Corrado soffre terribilmente per il trattamento e vorrebbe parlare con il suo medico per avere rassicurazioni, ma questi rifiuta le sue chiamate al telefono; ben presto però il dottore tornerà nei giusti binari, sollecitato da un incontro con Tony e Furio Giunta.
Carmela nel frattempo, frustrata dalla testardaggine del marito di non concedere una donazione al college di Meadow, va ad una seduta di psicoterapia con il Dr. Krakower, il maestro della dottoressa Melfi, che le consiglia, nientemeno, di divorziare da suo marito al fine di riottenere la serenità perduta.
- Guest star: Sully Boyar, Sam McMurray

## La promozione
- Titolo originale: He Is Risen
- Diretto da: Allen Coulter
- Scritto da: Robin Green, Mitchell Burgess e Todd A. Kessler

### Trama
Il giorno del Ringraziamento è alle porte e le tensioni nella famiglia crescono a dismisura. Tony è ancora irritato con Ralph per la barbarie commessa sulla giovane Tracee, mentre quest'ultimo è arrabbiato con il boss per il trattamento che gli ha riservato. Così quando Tony si presenta al Casinò di Bloomfield Avenue, Ralph non solo si rifiuta di salutarlo ma addirittura gli nega l'onore di bere qualcosa insieme a lui. L'irritazione del boss aumenta e per rappresaglia, costringe Carmela ad annullare l'invito per il pranzo per lo stesso Ralph, Rosalie Aprile e Jackie Jr.
Ralph capisce che Carmela ha mentito e che dietro di lei si cela la volontà del marito di non vederlo; il gesto di sfiducia è pesante e anche gli altri membri della Famiglia DiMeo ne capiscono la gravità. A quel punto l'uomo si rivolge a Johnny Sack, uno dei capi della Famiglia Lupertazzi e manifesta la sua volontà di disertare e di passare nei loro ranghi; Sack rifiuta l'adesione di Cifaretto e lo spinge invece a scusarsi con Tony, promettendogli che con questo gesto si guadagnerà l'ambito titolo di caporegime. Ralph segue i consigli di Johnny, ma il suo mea culpa lascia piuttosto indifferente il boss. Solo la morte accidentale di Gigi Cestone, capo della Banda Aprile, permetterà a Ralph di ottenere la carica. Tuttavia quando quest'ultimo chiede a Tony di bere qualcosa con lui, per festeggiare la promozione, questi si alza dal tavolo lasciando solo un attonito Cifaretto.

## Piccoli boss crescono
- Titolo originale: The Telltale Moozadell
- Diretto da: Dan Attias
- Scritto da: Michael Imperioli

### Trama
Carmela festeggia il compleanno a casa Soprano. Nel frattempo Chris fa una sorpresa alla sua fidanzata Adriana, che la porta al Lollipop Club e ne diviene la proprietaria, insieme a Chris e il suo altro socio Furio, cambiando il nome in Crazy Horse. Anthony insieme ai suoi amici si trovano nella piscina della scuola e compiono atti di vandalismo. Al mattino seguente i poliziotti vanno in una pizzeria per fare alcune domande, chiedono al pizzaiolo chi abbia ordinato questa pizza trovata sulla scena del crimine, l'uomo riconosce la pizza, inizialmente non vuole rivelare l'identità di quest'ultimo, ma viene persuaso degli agenti. Così Carmela e Tony discutono con Anthony per quello che è successo, finiscono nell'ufficio del preside che scagiona loro figlio in quanto ottimo sportivo con eccellenti voti grazie ai meriti sportivi. Tony va incontrare la sua nuova fiamma all'autoconcessionaria per proporle di uscire insieme, lei accetta, così Tony la porta allo zoo e finiscono con l'avere un rapporto sessuale. Intanto si scopre che l'amante di Tony ha tentato il suicidio per abbandono, così si scoprono i motivi per cui va dalla stessa psicologa di Tony.

## Ombre dal passato
- Titolo originale: ...To Save Us All from Satan's Power
- Diretto da: Jack Bender
- Scritto da: Robin Green e Mitchell Burgess

### Trama
Natale è alle porte: Tony si reca ad Asbury Park per un incontro con Paulie. Si tratta del medesimo luogo, dinnanzi all'Oceano Atlantico, visto in sogno prima dell'uccisione di Big Pussy Bonpensiero. Affiorano così i ricordi, in particolare quelli del Natale del 1995 in cui Pussy aveva iniziato a comportarsi in modo strano, probabilmente per essere già nel programma dell'FBI. I ricordi, nelle sequenze in flashback, si accavallano alle vicende odierne del boss: Jackie che viene trovato in un night-club; Charmaine che dopo la separazione da Artie si emancipa; Janice che ottiene la sua vendetta nei confronti del russo che l'ha picchiata; Bobby che viene costretto a vestirsi da Babbo Natale per dispensare regali ai bambini del quartiere.
- Guest star: Vincent Pastore, Michael Rispoli, Joe Badalucco, John Fiore
- Altri interpreti: Vitali Baganov, Robert Funaro, George Loros

## Caccia al russo
- Titolo originale: Pine Barrens
- Diretto da: Steve Buscemi
- Scritto da: Terence Winter e Tim Van Patten

### Trama
Silvio, influenzato, non può andare a riscuotere una somma prestata al russo Valery: Tony incarica così Paulie e Chris di provvedere alla riscossione. Giunti a casa del russo, Paulie inizia a provocarlo, senza sapere che si tratta di un ex soldato delle truppe speciali che ha combattuto in Cecenia: ne segue una colluttazione in cui i due mafiosi hanno, faticosamente, la meglio su Valery. Intanto Meadow scopre il tradimento di Jackie Junior con una prostituta. Nel frattempo, Tony cerca di tenere i piedi in due staffe: in famiglia, dove al padre di Carmela viene diagnosticato un glaucoma, e con Gloria che, tornata dal Marocco, pretende che l'amante passi la sera con lei ma quando Tony decide di andare via a causa di un'emergenza, Gloria infuriata gli lancia una bistecca addosso. L'emergenza viene causata da Paulie e Chris che nel portare il corpo del russo a Pine Barrens, una località innevata nel sud del New Jersey si fanno cogliere di sorpresa dall'uomo che, ancora vivo, riesce a fuggire nei boschi. Qui Paulie e Chris si perdono, rischiando di morire per assideramento e avendo un diverbio prima verbale poi fisico che tuttavia si risolverà senza ulteriori incidenti. Del russo non si avranno più notizie. I due gangster si rifugeranno in un furgone abbandonato e verranno salvati il mattino dopo dall'intervento di Tony e Baccalieri. Tornato dalla Melfi, quest’ultimo si lamenta del comportamento di Gloria e i suoi cambi d’umore. La dottoressa sostiene che Tony abbia scelto quella donna ed ancor prima Irina poiché entrambe hanno personalità tendenti alla depressione ed all'insoddisfazione, caratteristiche comuni a quelle di sua madre.

## Relazioni pericolose
- Titolo originale: Amour Fou
- Diretto da: Tim Van Patten
- Scritto da: Frank Renzulli

### Trama
L'episodio inizia con Meadow e Carmela che visitano un museo d'arte.
Tony parla dell'amante insieme alla dottoressa Melfi.
Carmela e Gloria si incontrano, ma nessuna delle due conosce l'altra.
Intanto Tony continua a frequentare Gloria, con cui ha sempre più litigi.
Tony scopre che Gloria ha accompagnato a casa Carmela e si infuria con lei.
Jackie jr. insieme ad altri tenta una rapina a una partita di poker dove sono presenti anche Christopher e Furio Giunta, le cose vanno male e due persone muoiono.
Il boss, stanco della falsità del giovane e preoccupato per la stabilità della Famiglia, affida a Ralph la decisione sul destino di Jackie.
- Guest star: Paul Mazursky

## Regole militari
- Titolo originale: Army of One
- Diretto da: John Patterson
- Scritto da: David Chase e Lawrence Konner

### Trama
Dopo l'espulsione di Anthony Jr., Carmela e Tony sono in disaccordo quando prendono in considerazione la possibilità di mandare il figlio ad una scuola militare. Ralph è costretto a prendere una decisione che riguarda Jackie Jr, che successivamente lo farà ammazzare dopo essere "scappato" senza lasciare tracce di lui vivendo in una casa popolare insieme a un signore di colore e sua figlia a seguito della rapina vista nell'episodio precedente, mentre Meadow riflette sulla sua vita all'interno della famiglia.
- Guest star: Tobin Bell, Michael K. Williams